# Rodrigo Mendes
Rodrigo Mendes (sinh ngày 9 tháng 8 năm 1975) là một cầu thủ bóng đá người Brasil.

## Sự nghiệp câu lạc bộ
Rodrigo Mendes đã từng chơi cho Kashima Antlers và Oita Trinita.

## Thống kê câu lạc bộ

### J.League
| Đội             | Năm       | J.League | J.League | J.League Cup | J.League Cup | Tổng cộng | Tổng cộng |
| Đội             | Năm       | Trận     | Bàn      | Trận         | Bàn          | Trận      | Bàn       |
| --------------- | --------- | -------- | -------- | ------------ | ------------ | --------- | --------- |
| Kashima Antlers | 1996      | 14       | 4        | 0            | 0            | 14        | 4         |
| Kashima Antlers | 1997      | 2        | 0        | 0            | 0            | 2         | 0         |
| Oita Trinita    | 2003      | 13       | 3        | 3            | 1            | 16        | 4         |
| Tổng cộng       | Tổng cộng | 29       | 7        | 3            | 1            | 32        | 8         |